# Bill Collins (Leichtathlet)
Bill Collins (eigentlich William Collins; * 20. November 1950) ist ein ehemaliger US-amerikanischer Sprinter.
1975 wurde er bei den Panamerikanischen Spielen in Mexiko-Stadt Vierter über 200 m und Achter über 100 m und siegte in der 4-mal-100-Meter-Staffel.
Beim Leichtathletik-Weltcup 1977 in Düsseldorf stellte er zusammen mit Steve Riddick, Cliff Wiley und Steve Williams mit 38,03 Sekunden einen Weltrekord in der 4-mal-100-Meter-Staffel auf. Im selben Jahr gewann er bei den Pacific Conference Games Gold über 200 m und Silber über 100 m.

## Persönliche Bestzeiten
- 100 m: 10,24 s, 16. Mai 1981, Les Abymes (handgestoppt: 10,0 s, 9. Mai 1981, Houston)
- 200 m: 20,49 s, 6. Mai 1979, Les Abymes (handgestoppt: 20,2 s, 8. Mai 1976, Houston)